# Fabrizio Serbelloni

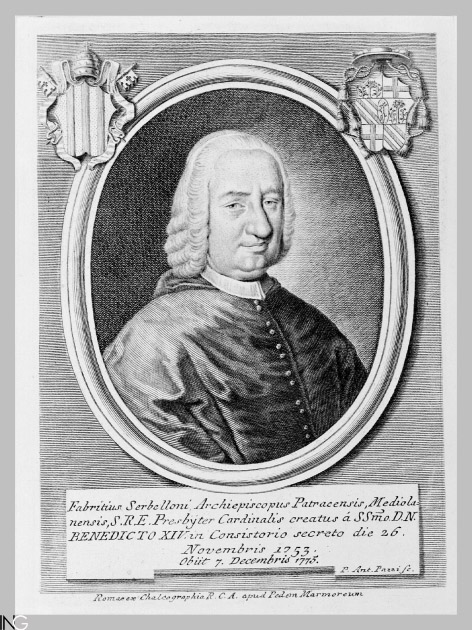
Fabrizio Kardinal Serbelloni (Zeitgenössischer Portraitstich, 1760)

Fabrizio Serbelloni (* 4. November 1695 in Mailand; † 7. Dezember 1775 in Rom) war ein italienischer Kardinal der Römischen Kirche.

## Leben
Fabrizio Serbelloni stammte aus einer Mailänder Patrizierfamilie. Er studierte an der Universität Pavia, wo er auch zum Doctor iuris utriusque promoviert wurde. Während des Pontifikats von Papst Innozenz XIII.  ging er nach Rom und wurde im August 1721 Referent an der Apostolischen Signatur. 1726 war er Großinquisitor in Malta.
Er empfing 1731 die Priesterweihe und wurde im selben Jahr zum Titularerzbischof von Patras ernannt. Von 1735 bis 1738 war er ständiger Nuntius in Köln. Als Nuntius am polnischen Königshof von 1738 bis 1746 und als Nuntius am Kaiserhof in Wien von 1746 bis 1754 vertrat er die Interessen des Heiligen Stuhls.
Im Konsistorium vom 26. November 1753 wurde Fabrizio Serbelloni von Papst Benedikt XIV. zum Kardinal erhoben und erhielt als Kardinalpriester die Titelkirche Santi Ambrogio e Carlo zugewiesen. 1763 tauschte er diese mit der Titelkirche Santa Maria in Trastevere. 1764 tauschte er erneut und zwar zur Titelkirche Santo Stefano al Monte Celio. Anschließend war er als Legat tätig. Er wurde 1763 zum Kardinalbischof von Albano und am 18. April 1774 zum Kardinalbischof von Ostia ernannt. Zugleich war er als Kardinaldekan ranghöchstes Mitglied des Kardinalskollegiums und leitete als solcher das Konklave, das am 15. Februar 1775 Pius VI. zum Papst wählte.
Er starb im Alter von 80 Jahren in Rom und wurde in seiner Titelkirche Santi Ambrogio e Carlo beigesetzt.